# Jean-Louis Decker
Pour les articles homonymes, voir Decker.
Jean-Louis Decker, né le 1er mai 1939 à Guebwiller (Haut-Rhin) et mort le 1er novembre 2016 à Issenheim (Haut-Rhin), est un pasteur protestant réformé et auteur-compositeur-interprète français.

Alors que l'apparition du père Duval dans les années 1950 avait ouvert la voie à plusieurs « religieux chantants » catholiques, tels que Sœur Sourire ou l'abbé Colombier, le pasteur Decker est, en France, le premier protestant à assumer une carrière musicale, parallèlement à son ministère.

## Biographie
Jean-Louis Decker naît le 1er mai 1939 à Guebwiller. L'année suivante, alors que beaucoup d'évacués reviennent, certains Alsaciens, notamment les francophiles, sont jugés « indésirables » et expulsés. C'est le cas de la famille Decker qui doit partir le 10 décembre 1940. Jean-Louis passe alors sa petite enfance à Albi dans le Tarn. De retour à Guebwiller après la guerre, il fait du scoutisme, apprend la musique et le chant choral.

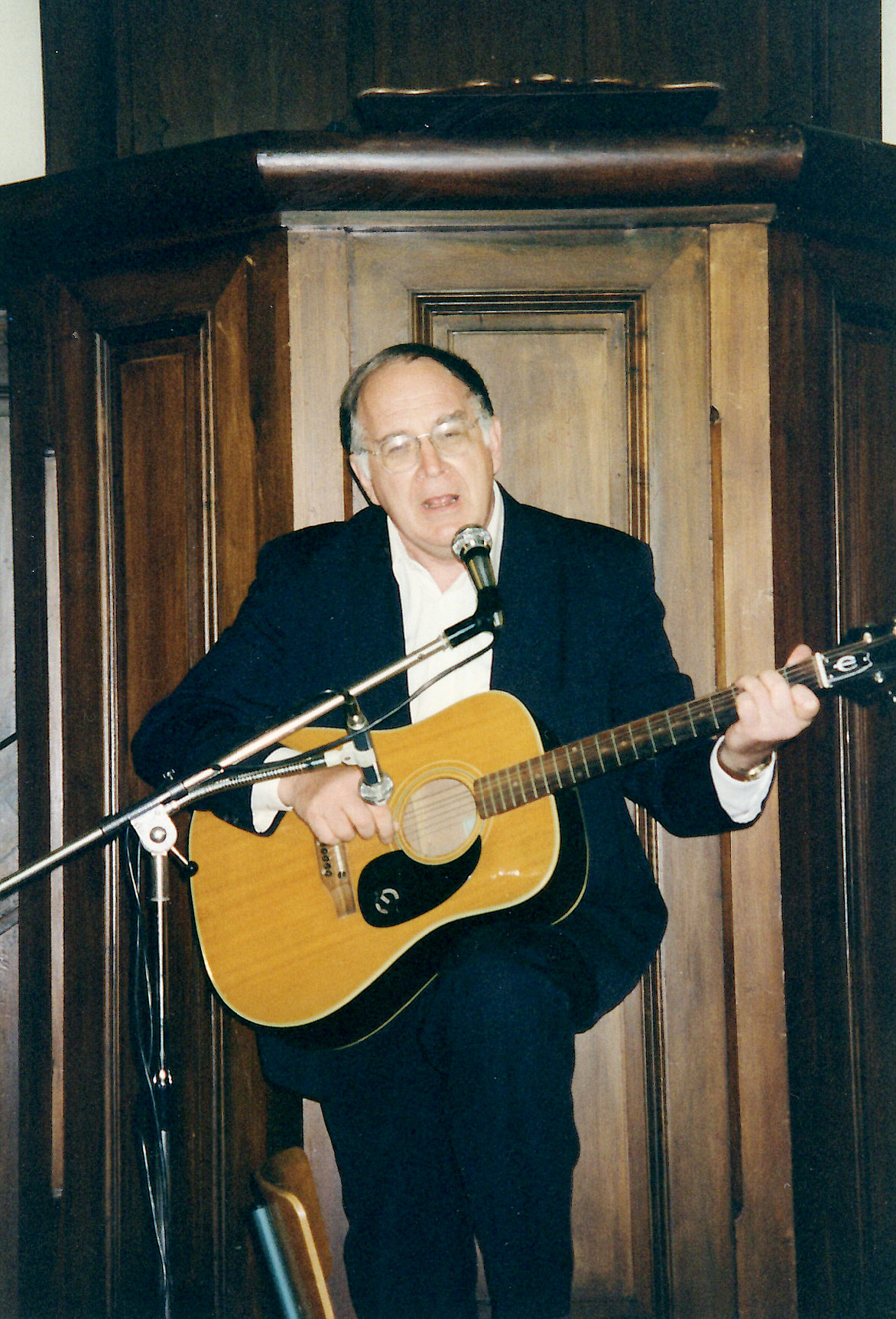
Concert à Tournon-sur-Rhône en 1998.

De 1956 à 1961, il étudie à la faculté de théologie protestante de Strasbourg et à celle de Tübingen. Il rejoint le chœur de Saint-Guillaume où Fritz Münch l’initie aux Passions de Bach et à la direction de chœur.
En 1962 il effectue son service militaire au Tchad (Borkou, Ennedi, Tibesti). Aumônier, il construit une chapelle à Faya-Largeau.
À partir de 1963 il mène de front son ministère pastoral et une carrière musicale. Vicaire à Illzach, puis pasteur dans le bassin potassique au nord de Mulhouse, il anime également une chorale, compose ses premières chansons et enregistre son premier disque, Dis-moi Paul, en 1966. 

Ces productions contribuent à réunir des fonds qui profitent à la paroisse de Wittenheim-Kingersheim (qui desservira aussi Ruelisheim et Pulversheim), notamment à la construction d'une chapelle dans le quartier Jeune-Bois.
En 1967 Jean-Louis Decker épouse Madeleine Berthoud à Moutier (canton de Berne). C'est à elle qu'il dédiera l'album Les Mains de Madeleine (1972). 
Ses activités musicales se développent, la notoriété arrive. Cependant, jusqu'en 1974, un congé sans solde accordé par l'Église réformée d’Alsace et de Lorraine (ERAL), puis un accident de voiture, l'éloignent quelque temps de la charge pastorale. Il y revient, d'abord à Rosheim (Bas-Rhin), puis, dans le même département, à Bischwiller.
Le début des années 1980 est marqué par quelques épisodes dépressifs, mais aussi par de nouveaux voyages dans toute la France, en compagnie de son épouse. En 1985 il demande une disponibilité à plein temps pour se consacrer désormais à l'annonce de l'Évangile par la chanson. Les tournées – notamment au Maroc –, les enregistrements, les veillées, les émissions et les festivals se succèdent. En particulier, lorsque la commémoration, en 1998, du 400e anniversaire de l’Édit de Nantes donne lieu à de nombreuses manifestations, Jean-Louis Decker participe à la grande tournée Foi et tolérance dans ce cadre.
Retraité en janvier 2002, il est entouré par sa famille et prend toujours part à quelques événements religieux et musicaux. Il meurt le 1er novembre 2016.

## Discographie
- Dis-moi Paul, 1966 (45 tours[7])
- J’aimerais être ce berger, 1968 (45 tours[8])
- Les animaux de la Bible, 1968 (45 tours[9])
- Toutes choses nouvelles, 1970 (45 tours[10])
- Les mains de Madeleine, 1972 (33 tours)
- Fêtons la vie, 1984 (33 tours[11])
- D'Abraham à Paul : 14 chansons bibliques, 1985 (disque et cassette audio[12])
- Les mains de Madeleine, 1986 (réédition du disque de 1972[13])
- Rendez-vous, 1987 (cassette audio[14])
- Jésus, Stradivarius, 1987 (45 tours[15])
- Veillée à Martigny (Suisse), 1988 (cassette audio)
- Les enfants-météores, 1989 (cassette audio[16])
- Veillée avec Jean-Louis Decker (cassette audio[17])
- En chemin, 1991 (cassette audio[18])
- Le temps s’emballe, 1993 (CD et cassette audio[19])
- Aimer, 20 chansons autour d'un piano, 2001 (CD[20])

## Filmographie
- Neuf chansons, un sourire (1973), film documentaire de 30 minutes réalisé par la Télévision belge et récompensé par le prix Farel[21], décerné au Festival international du film à thématique religieuse à Neuchâtel.

### Revue de presse chronologique
- André Sève, « Conversation avec Jean-Louis Decker. Il prêche avec sa guitare », Panorama, no 33, août 1971
- Francis Laffon, « Jean-Louis Decker au cinéma Pax. Un homme et un pasteur », L'Alsace, 12 octobre 1972
- Jean-Georges Samacoïtz, « Le pasteur chantant Jean-Louis Decker préfère la guitare à la chaire », L'Alsace, 5 mai 1984
- Jean-Jacques Delorme, « D'Abraham à Paul. Un magnifique disque-surprise de J.L. Decker », Réforme, 4 janvier 1986
- Élisabeth Schulthess, « Jean-Louis Decker : le pasteur-poète-chanteur », L'Alsace, 21 octobre 1990
- « Édit de Nantes : une exposition, un récital... », Dauphiné libéré, 18 octobre 1998
- « Engwiller. Hommage à Jean-Louis Decker », DNA, 18 mars 2012
- « Décès du pasteur Jean-Louis Decker », L'Alsace, 6 novembre 2016